# Новое Паулино
Новое Паулино — деревня в Максатихинском районе Тверской области. Входит в состав Зареченского сельского поселения.

## География
Находится в северо-восточной части Тверской области на расстоянии приблизительно 12 км по прямой на юго-запад от районного центра поселка Максатиха.

## История
Деревня на дореволюционной карте не отмечалась. В 1940 году здесь было отмечено 14 дворов. До 2014 года входила в Кострецкое сельское поселение до его упразднения.

## Население
Численность населения: 5 человек (русские 100 %) в 2002 году, 1 в 2010.